# Venanzio Rauzzini
Venanzio Rauzzini, né le 18 décembre 1746 à Camerino dans l'actuelle province de Macerata (dans la région des Marches, alors dans les États pontificaux) et mort le 8 avril 1810 à Bath, est un castrat soprano, compositeur et professeur de chant italien.

## Biographie
Après des études à Rome, Venanzio Rauzzini a fait ses débuts à Rome en 1765 au teatro della valle, dans Il finto astrologo de Piccinni. le premier grand rôle qui lui est confié, en 1766, au théâtre San Salvatore à Venise, est le rôle titre dans Sesostri de Pietro Guglielmi. Il entre au service de l'électeur Maximilien III Joseph à Munich (1766-1772). Il commence alors à composer. Il chante partout en Europe : Venise, Munich, Dresde, Vienne, Milan, où il crée Cecilio dans Lucio Silla de Mozart et son Exsultate, jubilate (K. 165, 1772).
En 1774, il part en Angleterre, où il se produit à Londres au King's Theatre et fait donner ses œuvres. Il prend sa retraite à Bath où il dirige des concerts et donne des cours de chant.
Il eut comme élèves les plus grands chanteurs anglais de l'époque. Il publie un ensemble d'exercices vocaux sous le titre Solfeggi utilisé par la plupart des chanteurs du début du XIXème siècle.

## Œuvres

### Opéras
- Piramo e Tisbe (Munich 1769, version révisée, le 16 mars 1775)
- L'Eroe cinese (Munich, 1771, version révisée, le 16 mars 1782)
- L'ali d'amore (29 février 1776, version révisée, le 13 mars 1777)
- L'omaggio di paesani al signore del contado (5 juin 1781, dont il n'a écrit que l'acte II)
- Creusa in Delfo (2 avril 1783)
- Alina o sia La Regina di Golconda (18 mars 1784)
- La Vestale, o sia L'amore protetto del cielo (1er mai 1787)

### Pastiches
- Armida (1er novembre 1774)
- La Spoza fedele (31 octobre 1775)
- Didone (11 novembre 1775)
- The Duenna or Double Elopement (21 novembre 1775)
- Astarto (2 novembre 1776)
- Ezio (17 novembre 1781)
- The Village Maid

### Cantates
- La partenza (5 juillet 1777)
- La sorpresa (1779)
- Il tributo (29 septembre 1781)

### Autres
- Sonates pour piano ou clavecin avec accompagnement de violon
  - op. 1 (1777) - 6 sonates
  - op. 8 (1781) - 6 sonates
  - op. 15 (1786) - 3 sonates
- 12 quatuors à cordes
  - op. 2
  - op. 7
- 6 quatuors avec piano (vers 1778)
- 4 duos pour piano ou clavecin à 4 mains
- Sinfonia

## Discographie
- Les castrats au temps de Mozart : L'eroe cinese. Ti leggo in volto : air de Siveno – Aris Christofellis, sopraniste ; ensemble Seicentonovecento, dir. Flavio Colusso (1994-1995, EMI 5561342) (OCLC 658973133) — avec des œuvres de Mozart, Jommelli, Cherubini, Guadagni…
- Symphonie en ré majeur – Bayerische Kammerphilharmonie, dir. Reinhard Goebel ; Mirijam Contzen, violon (Oehms) (OCLC 669037453) — avec des œuvres de Johann Adolph Hasse, Thomas Linley, Franz Lamotte et Mozart.
- Rauzzini, Maître de musique de Jane Austin : Quatuors à cordes (op. 2 no 1 et 7 no 1), Sonates pour violon (op. 1 no 2, op. 15 no 1) ; mélodies et aria – Quatuor Authentic : Zsolt Kalló et Balázs Bozzai, violons ; Gábor Rác, alto ; Csilla Vályi, violoncelle ; Stefanie True, soprano ; Tamás Szekendy, fortepiano (12-14 juin 2012, Centaur) (OCLC 1053392257)
- Arias & Scènes d'Opéras : Piramo e Tisbe, L'ali d'amore et L'eroe cinese – Meredith Hall et Stefanie True, sopranos ; Capella Savaria, dir. Mary Térey-Smith (13-15 septembre 2015, Centaur) (OCLC 1001440132)